# The Godfather (soundtrack)
The Godfather is de originele soundtrack, gecomponeerd door Nino Rota voor de film The Godfather uit 1972 van Francis Ford Coppola. Het album werd uitgebracht in 1972 door Paramount Records.

## Achtergrond
In 1991 werd het album op cd uitgebracht door MCA Records. Tenzij anders vermeld, zijn de nummers gecomponeerd door Nino Rota en gedirigeerd door Carlo Savina (die wel op de lp, maar niet op de cd werd vermeld). Het nummer "I Have But One Heart" wordt gezongen door Al Martino, die het in de film vertolkte als personage Johnny Fontane.
De muziek werd genomineerd voor een Academy Award (Oscar). De Academy trok de nominatie echter in nadat was vastgesteld dat het "Love Theme" een herschreven versie was van Nino Rota's muziek uit de film Fortunella uit 1958.

## Tracklijst
| 1.                 | Main Title (The Godfather Waltz)                | Nino Rota                  | 3:04 |
| 2.                 | I Have But One Heart (Vocal by Al Martino)      | Johnny Farrow, Marty Symes | 3:00 |
| 3.                 | The Pickup                                      | Nino Rota                  | 2:56 |
| 4.                 | Connie's Wedding (Conducted by Carmine Coppola) | Carmine Coppola            | 1:33 |
| 5.                 | The Halls of Fear                               | Nino Rota                  | 2:12 |
| 6.                 | Sicilian Pastorale                              | Nino Rota                  | 3:03 |
| 7.                 | Love Theme from The Godfather                   | Nino Rota                  | 2:37 |
| 8.                 | The Godfather Waltz                             | Nino Rota                  | 3:35 |
| 9.                 | Apollonia                                       | Nino Rota                  | 1:22 |
| 10.                | The New Godfather                               | Nino Rota                  | 2:00 |
| 11.                | The Baptism                                     | Nino Rota                  | 1:51 |
| 12.                | The Godfather Finale                            | Nino Rota                  | 3:50 |
| Totale duur: 31:31 |                                                 |                            |      |

## Hitnoteringen

### NPO Klassiek Filmmuziek Top 200
| The Godfather in de NPO Klassiek Filmmuziek Top 200 | The Godfather in de NPO Klassiek Filmmuziek Top 200 | The Godfather in de NPO Klassiek Filmmuziek Top 200 | The Godfather in de NPO Klassiek Filmmuziek Top 200 | The Godfather in de NPO Klassiek Filmmuziek Top 200 | The Godfather in de NPO Klassiek Filmmuziek Top 200 | The Godfather in de NPO Klassiek Filmmuziek Top 200 | The Godfather in de NPO Klassiek Filmmuziek Top 200 | The Godfather in de NPO Klassiek Filmmuziek Top 200 | The Godfather in de NPO Klassiek Filmmuziek Top 200 | The Godfather in de NPO Klassiek Filmmuziek Top 200 |
| Jaar                                                | 2016                                                | 2017                                                | 2018                                                | 2019                                                | 2020                                                | 2021                                                | 2022                                                | 2023                                                | 2024                                                | 2025                                                |
| --------------------------------------------------- | --------------------------------------------------- | --------------------------------------------------- | --------------------------------------------------- | --------------------------------------------------- | --------------------------------------------------- | --------------------------------------------------- | --------------------------------------------------- | --------------------------------------------------- | --------------------------------------------------- | --------------------------------------------------- |
| Positie                                             | 9                                                   | 7                                                   | 8                                                   | 12                                                  | 12                                                  | 10                                                  | 9                                                   | 12                                                  | 9                                                   | 11                                                  |

## Prijzen en nominaties
| Jaar | Prijs                              | Categorie                               | Genomineerde(n) | Uitslag               |
| ---- | ---------------------------------- | --------------------------------------- | --------------- | --------------------- |
| 1973 | Academy Award (Oscar)              | Beste originele dramatische muziek      | Nino Rota       | Nominatie ingetrokken |
| 1973 | British Academy Film Award (BAFTA) | Beste filmmuziek                        | Nino Rota       | Gewonnen              |
| 1973 | Golden Globe                       | Beste originele muziek                  | Nino Rota       | Gewonnen              |
| 1973 | Grammy Award                       | Beste muziek geschreven voor film of tv | Nino Rota       | Gewonnen              |